# 无极甄氏墓群
无极甄氏墓群，位于中国河北省石家庄市无极县史村，1982年7月23日公布为河北省文物保护单位，2013年3月5日公布为第七批全国重点文物保护单位。